# زیتمبیاک
زیتمبیاک (انگلیسی: Zitembyak) یک شهرک در شهرستان دیورتیورلینسکی در استان باشقیرستان کشور روسیه است.